# 平戸中継局
平戸中継局（ひらどちゅうけいきょく）は、長崎県平戸市にあるAM・FM両ラジオ放送及び地上波のテレビジョン放送との中継局である。

## 概要

### AMラジオ
- 中継局名：NHK長崎第1…平戸ラジオ中継所/NBC長崎放送…平戸中継局
- 所在地：長崎県平戸市大久保町字狩立439番地の田助小学校南の高台
- NHKラジオ第二放送の中継所は置かれていない[注釈 1]。

### FMラジオ・地上波テレビ
- 中継局名：平戸中継局
- 所在地：長崎県平戸市岩の上町字靱岳1番地の鞍掛山

## 沿革
- 1961年（昭和36年）3月1日 - 長崎放送ラジオの中継局が開局。（当時はコールサインJOUEが割り当てられていた。）
- 1962年（昭和37年）3月30日 - 長崎放送・NHK長崎総合テレビの中継局が開局。
- 1964年（昭和39年）1月20日 - NHK長崎教育テレビの中継局が開局。
- 1968年（昭和43年）3月15日 - NHK-FM長崎の中継局が開局。
- 1974年（昭和49年）3月10日 - テレビ長崎の中継局が開局。
- 1981年（昭和61年）10月29日 - NHK長崎放送局のラジオ第1の中継局が開局。
- 1990年（平成2年）3月22日 - 長崎文化放送の中継局が開局。
- 1991年（平成3年）11月20日 - 長崎国際テレビの中継局が開局。
- 1992年（平成4年）3月5日 - エフエム長崎の中継局が開局。
- 2005年（平成17年）5月2日 - アナアナ変換に伴い、旧アナログチャンネルが停波[2]。
- 2008年（平成20年）
  - 9月26日 - デジタルテレビの中継局に予備免許が交付。
  - 10月1日 - デジタルテレビの試験放送が開始（11月6日まで実施）。
  - 11月4日 - デジタルテレビの中継局に本免許が交付。
  - 11月7日 - デジタルテレビの本放送が開始[3]。
- 2011年（平成23年）7月24日 - アナログテレビ放送が終了。
- 2018年（平成30年）8月2日 - 同日から同年10月11日にかけて、NHK長崎総合・教育両デジタルテレビ中継局の物理チャンネルが変更[4]。

## 送信設備

### AMラジオ放送
| 放送局名    | 周波数  | 空中線電力 | 放送対象地域   | 放送区域内世帯数 | 備考                                         |
| ----------- | ------- | ---------- | -------------- | ---------------- | -------------------------------------------- |
| NBC長崎放送 | 1062kHz | 100W       | 長崎県・佐賀県 | -世帯            | かつて｢JOUE｣のコールサインが付与されていた。 |
| NHK長崎第1  | 1341kHz | 100W       | 長崎県         | -世帯            | 無し                                         |

### FMラジオ放送
| 放送局名                          | 周波数  | 空中線電力 | 実効輻射電力 | 放送対象地域 | 放送区域内世帯数 | 偏波面 |
| --------------------------------- | ------- | ---------- | ------------ | ------------ | ---------------- | ------ |
| FMNエフエム長崎 愛称｢FM-Nagasaki｣ | 79.2MHz | 10W        | 10.5W        | 長崎県       | -世帯            | 垂直   |
| NHK長崎FM放送                     | 83.9MHz | 10W        | 10.5W        | 長崎県       | -世帯            | 垂直   |

### 地上デジタルテレビジョン放送
| リモコンキーID | 放送局名          | 呼出名称   | チャンネル | 空中線電力 | 実効輻射電力 | 放送対象地域 | 放送区域内世帯数 | 偏波面 |
| -------------- | ----------------- | ---------- | ---------- | ---------- | ------------ | ------------ | ---------------- | ------ |
| 1              | NHK長崎総合テレビ | NHK平戸DG  | 52→36ch    | 3W         | 13.5W        | 長崎県       | 10,934世帯       | 水平   |
| 2              | NHK長崎教育テレビ | NHK平戸DE  | 51→49ch    | 3W         | 13.5W        | 全国         | 10,934世帯       | 水平   |
| 3              | NBC長崎放送       | NBC平戸DTV | 39ch       | 3W         | 10.5W        | 長崎県       | 10,934世帯       | 水平   |
| 4              | NIB長崎国際テレビ | NIB平戸DTV | 18ch       | 3W         | 10.5W        | 長崎県       | 10,934世帯       | 水平   |
| 5              | NCC長崎文化放送   | NCC平戸DTV | 19ch       | 3W         | 10.5W        | 長崎県       | 10,934世帯       | 水平   |
| 8              | KTNテレビ長崎     | KTN平戸DTV | 20ch       | 3W         | 10.5W        | 長崎県       | 10,934世帯       | 水平   |

- 赤文字のチャンネルは2018年8月2日に行われたリパック前のチャンネル番号。

#### 放送エリア
- 主な受信地域：長崎県平戸市・松浦市及び佐世保市鹿町地区の各一部。

### 地上アナログテレビジョン放送
| 放送局名          | チャンネル | オフセットの有無 | 空中線電力       | 実効輻射電力     | 放送対象地域 | 放送区域内世帯数 | 偏波面 |
| ----------------- | ---------- | ---------------- | ---------------- | ---------------- | ------------ | ---------------- | ------ |
| NBC長崎放送       | 4ch        | -10kHz           | 映像10W/音声2.5W | 映像8W/音声2W    | 長崎県       | -世帯            | 垂直   |
| NCC長崎文化放送   | 29ch       | -10kHz           | 映像30W/音声7.5W | 映像110W/音声28W | 長崎県       | -世帯            | 水平   |
| NIB長崎国際テレビ | 27→36ch    | 無し             | 映像30W/音声7.5W | 映像110W/音声28W | 長崎県       | -世帯            | 水平   |
| NHK長崎教育テレビ | 53ch       | +10kHz           | 映像30W/音声7.5W | 映像120W/音声30W | 全国         | -世帯            | 水平   |
| NHK長崎総合テレビ | 37→55ch    | +10kHz           | 映像30W/音声7.5W | 映像120W/音声30W | 長崎県       | -世帯            | 水平   |
| KTNテレビ長崎     | 39→60ch    | 無し             | 映像30W/音声7.5W | 映像106W/音声27W | 長崎県       | -世帯            | 水平   |

- 赤文字のチャンネルは2005年5月2日までに実施されたアナアナ変換前のチャンネル番号[2]。